# Sorbus omissa
Sorbus omissa är en rosväxtart som beskrevs av Velebil. Sorbus omissa ingår i släktet oxlar, och familjen rosväxter. Inga underarter finns listade i Catalogue of Life.